# پسر شماره یک
پسر شماره یک یا پسر الف (به انگلیسی: Boy A) یک فیلم درام بریتانیایی محصول سال ۲۰۰۷ به کارگردانی جان کرولی، بر اساس فیلمنامه‌ای از مارک اورو، بر اساس رمانی به همین نام اثر جاناتان تریگل در سال ۲۰۰۴ است. در این فیلم اندرو گارفیلد در نقش جک بریج (با نام مستعار اریک ویلسون) که پس از گذراندن ۱۴ سال در زندان کانون اصلاح و تربیت با نامی جدید در منچستر دوباره وارد جامعه می‌شود و پیتر مولان در نقش تری، کارمند پرونده جک، بازی می‌کند.

## داستان
مرد جوانی پس از سالها از زندان آزاد می‌شود و در شهری جدید هویت جدیدی به او داده می‌شود. با کمک یک سرپرست که برای او مانند پدر می‌شود، کار و دوست پیدا می‌کند و با تردید رابطه‌ای را با یک دختر دلسوز آغاز می‌کند. اما راز جنایت شنیعی که در کودکی مرتکب شد بر او سنگینی می‌کند و او می‌فهمد که فرار از گذشته کار ساده‌ای نیست …

## انتشار
این فیلم اولین نمایش جهانی خود را در سی و دومین جشنواره بین‌المللی فیلم تورنتو در ۸ سپتامبر ۲۰۰۷ داشت. این فیلم به عنوان یک فیلم تلویزیونی در بریتانیا اکران شد و در ۲۶ نوامبر ۲۰۰۷ از کانال ۴ (بریتانیا) پخش شد و در ۲۳ ژوئیه ۲۰۰۸ توسط واینستین کمپانی در ایالات متحده به نمایش درآمد. جایزه تلویزیونی آکادمی بریتانیا برای اجرای خود.

## باکس آفیس
این فیلم اکران محدودی در آمریکای شمالی داشت در ۱۰ سالن سینما اکران شد و ۱۱۳۶۶۲ دلار فروخت. این فیلم در سایر مناطق ۱٬۶۴۷٬۲۸۱ دلار فروخت و مجموعاً ۱٬۷۶۰٬۹۴۳ دلار در سراسر جهان فروخت.

## پاسخ انتقادی
در وب‌سایت جمع‌آوری نقد راتن تومیتوز بر اساس ۶۰ بررسی، ۸۸٪ رتبه‌بندی «تازه تأیید شده» دارد. در متاکریتیک، بر اساس ۲۲ منتقد، میانگین وزنی ۷۵ از ۱۰۰ را دارد که نشان‌دهنده «بررسی‌های عموماً مطلوب» است.